# Mantenópolis
Mantenópolis is een gemeente in de Braziliaanse deelstaat Espírito Santo. De gemeente telt 11.630 inwoners (schatting 2009).